# Burg Arnsburg

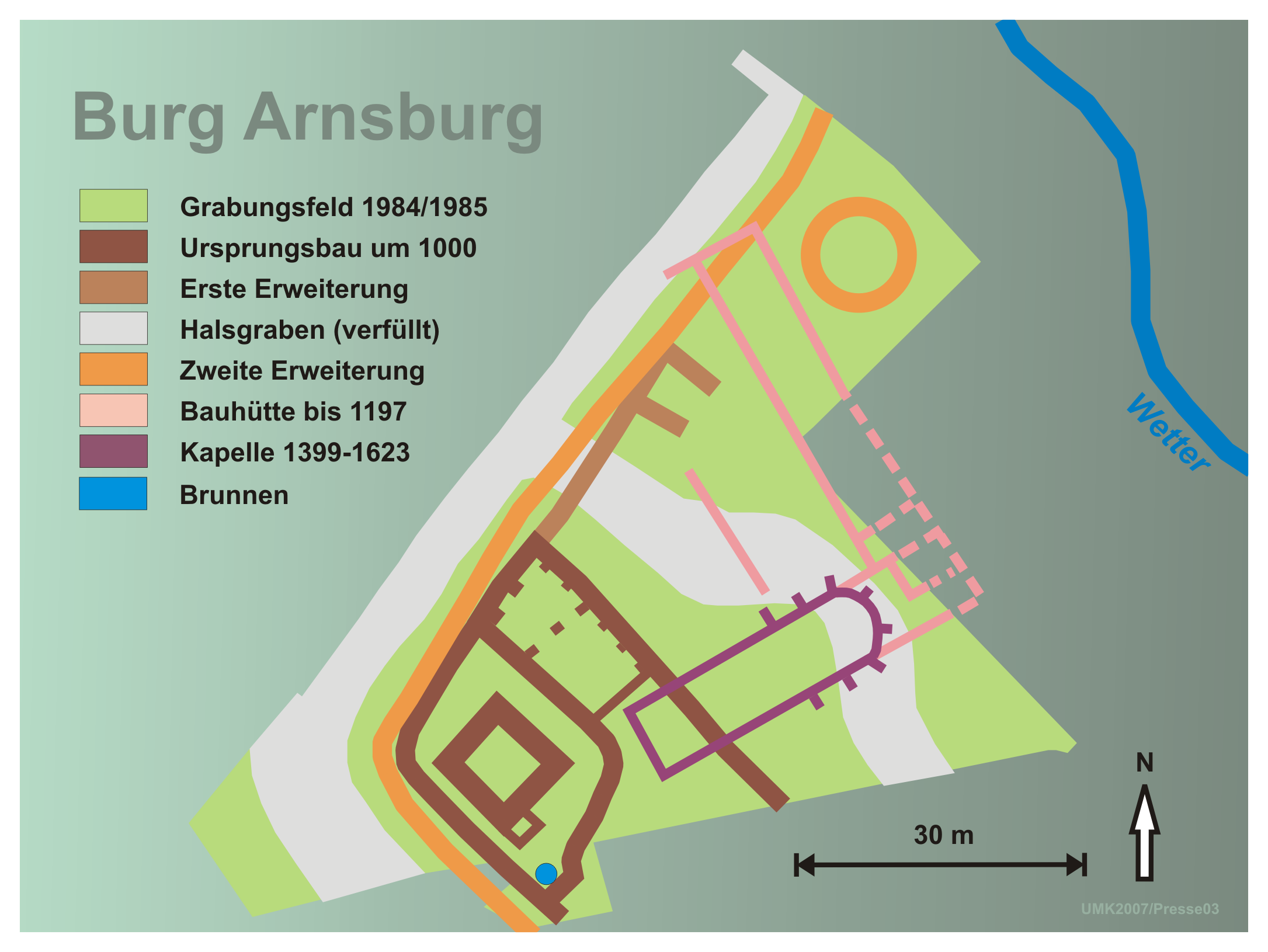
Burg Arnsburg Ausgrabungsplan

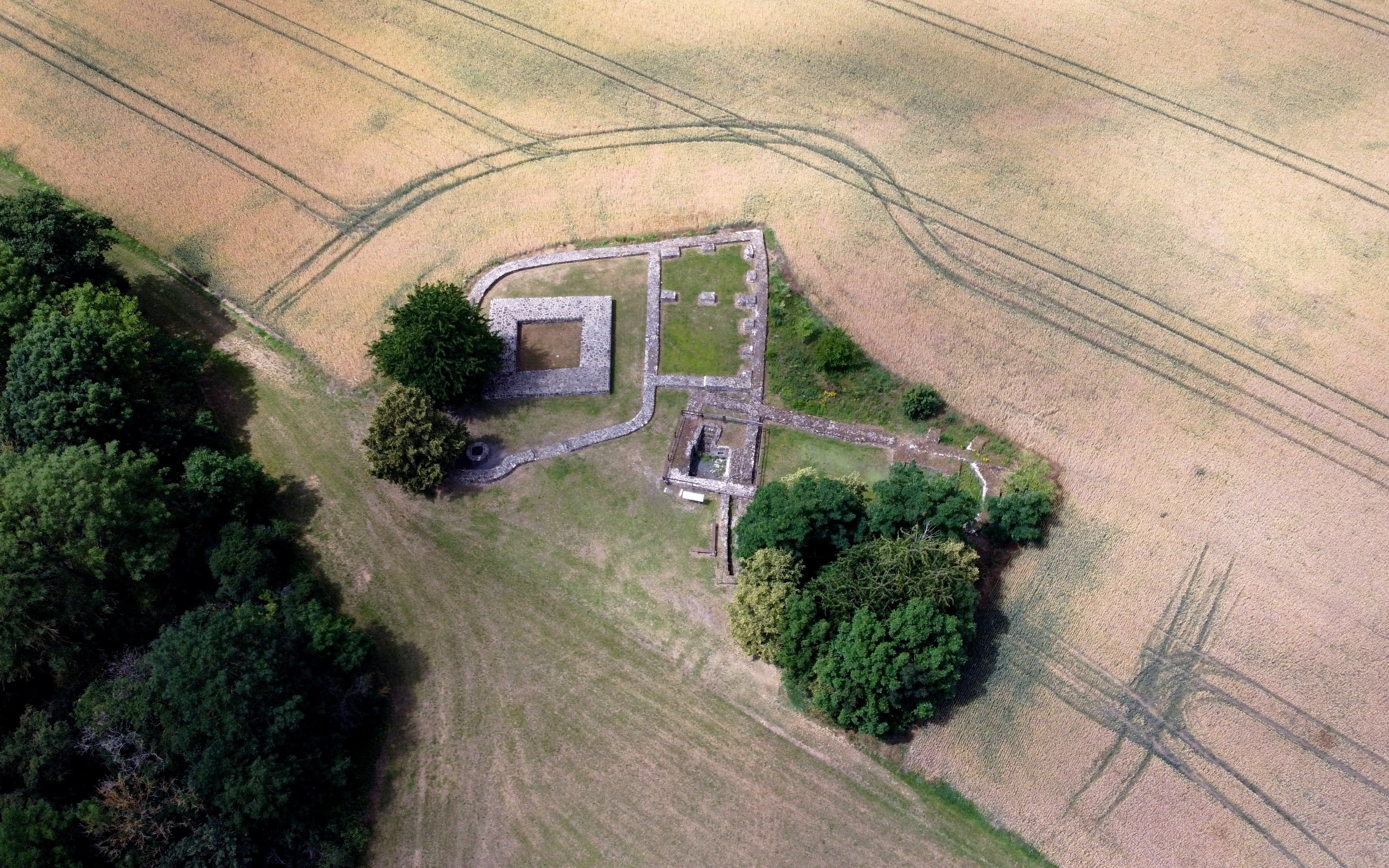
Luftbild der Burganlage (2020)

Die Burg Arnsburg ist die Ruine einer Spornburg auf 170 m ü. NN unweit von Kloster Arnsburg, einem Stadtteil von Lich im Landkreis Gießen in Hessen. Die um 1000 erbaute Burg war die Stammburg der Reichsministerialen von Hagen und Arnsburg in der Wetterau, die sich ab 1151 von Münzenberg nannten. Von 1984 bis 1985 wurden die Grundmauern der Burg ausgegraben.

## Lage
Die Burg Arnsburg ist von der Abfahrt 36 der A 45 östlich des Gambacher Kreuzes in Richtung Lich über die B 488 zu erreichen. Ein Besucherparkplatz ist innerhalb der Mauern von Kloster Arnsburg, dessen Zufahrt an der B 488 ausgeschildert ist, angelegt.
Von hier aus führt ein Fußweg durch das Pfortenhaus und außen an der Klostermauer entlang, dem man bis kurz vor die Berger Mühle und weiter einem ansteigenden Fußpfad den Hang hinauf zum Hainfeld folgt zu den Resten der Burg Arnsburg. Das Grabungsfeld liegt auf einem Sporn 800 Meter südwestlich des ehemaligen Klosters Arnsburg 17 Meter oberhalb des Flusses Wetter, der dort einen Bogen beschreibt.
Weitere 600 Meter südwestlich befand sich das um 260 aufgegebene römische Kastell Arnsburg-Alteburg, das in der Geschichte der Burg Arnsburg eine wichtige Rolle spielte. Das Kastell ist, bis auf sichtbare Fundamentreste, nur als Bodendenkmal erhalten.

## Geschichte

### Etymologie
Über die Herkunft des Namens Arnsburg gibt es verschiedene Deutungen. Er wurde als Burg des Arn oder als Burg des Arnold interpretiert. Da aber diese Personennamen nicht in der Familie der späteren Burgherren vorkommen, wird auch eine Ableitung von Castellum Hadrianum vermutet, da das ehemalige Kastell Altenburg in der Zeit des römischen Kaisers Hadrian bestand. Wahrscheinlicher ist eine Verbindung zu dem römischen Legionsadler, da der erste Burgherr Kuno von Arnsburg für seine Dienste unter zwei Kaisern den Adler als Wappentier behalten hat.

### Zwei Burgen im Mittelalter
Seit der Aufgabe des Limes 250/260, die auch zur Folge hatte, dass das Kastell Arnsburg-Alteburg dem langsamen Verfall preisgegeben wurde, war die Wetterau fränkisch besiedelt worden. Entlang der alten römischen Militärstraßen waren bis 800 zahlreiche Orte entstanden, an ehemaligen Kastellplätzen oft mit Namen, die auf -burg enden. Das römische Fiskalland wurde systematisch erfasst. Es ergab sich daraus eine Konzentration von Königsgut im ehemaligen Limesgebiet.
Am Nordost-Rand des ehemaligen Limesgebiets entstanden in der Nähe des verlassenen Kastells am Steilhang des Flusses Wetter nacheinander zwei Burgen: Eine kleinere im Nordwestteil des späteren Klosters Arnsburg, die in die Zeit um 800 datiert wird und deren letzte Reste noch 1834 erwähnt wurden, von der aber heute nichts mehr zu sehen ist, und eine zweite, deren Entstehung um 1000 angesetzt wird. Sie entwickelte sich in vier Bauabschnitten bis 1151 zu ihrem endgültigen Zustand, bis sie nur fünf Jahre später aufgegeben wurde.

### Die Arnsburg auf dem Hainfeld

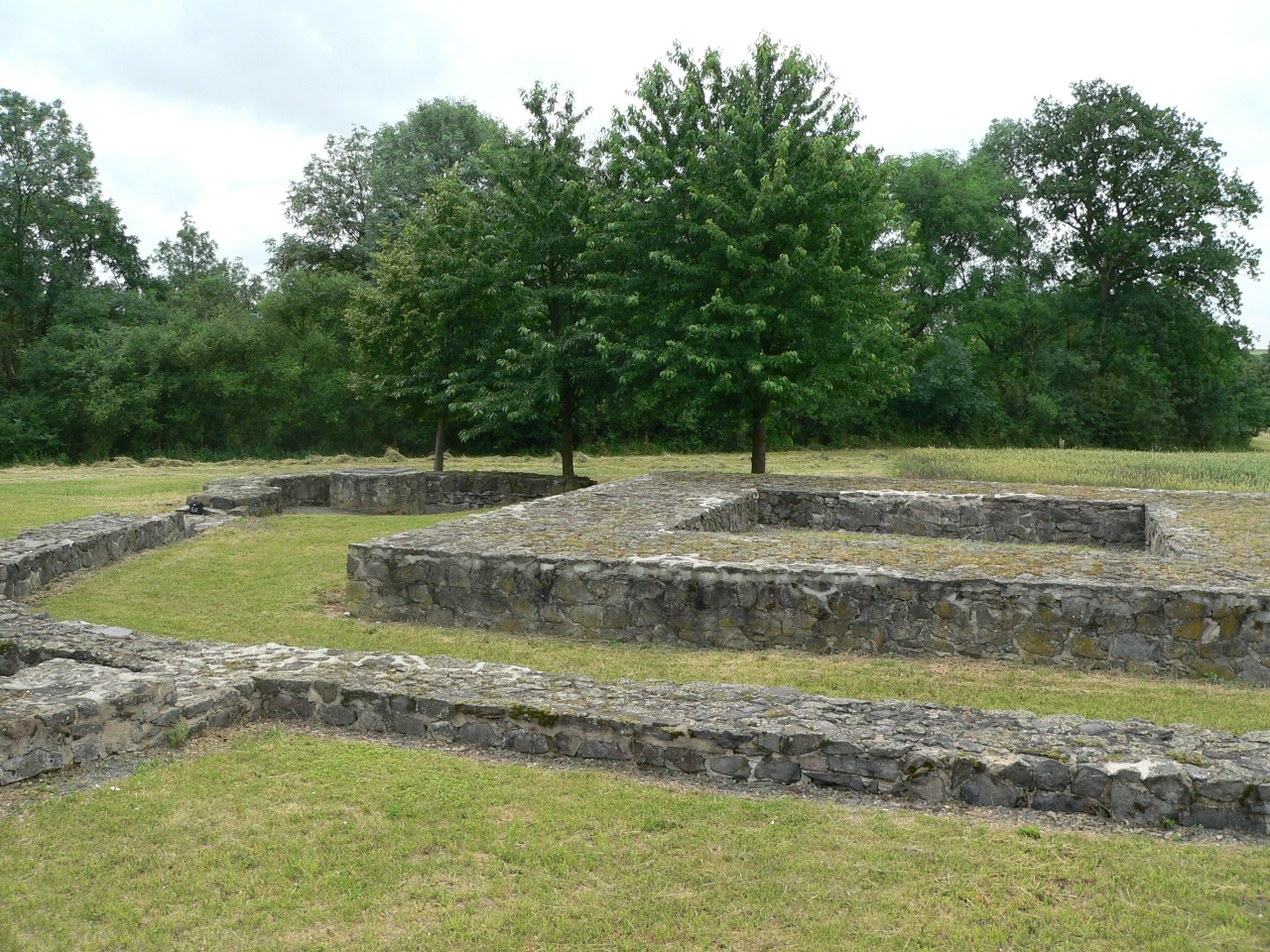
Grundmauern des Turmbaus

Dieser Kuno von Arnsburg, der Kaiser Heinrich III. zugetan war, heiratete 1064 die Gräfin Mathilde von Beilstein. Beider Erbtochter Gertrud von Arnsburg ehelichte Eberhard von Hagen aus der Dreieich. Beide wählten als Wohnsitz die Arnsburg und nannten sich fortan von Hagen und Arnsburg. Ihr Enkelsohn Konrad II. und seine Frau Luitgart stifteten 1150 auf dem Gelände des ehemaligen Römerkastells unweit ihrer Burg das Benediktinerkloster Altenburg, das zur Abtei Fulda gehörte. Als Ausgleich erhielten sie von Fulda 1151 den unbesiedelten Münzenberg und verlegten nach 1156 ihren Stammsitz in die dort neu errichtete Burg Münzenberg.
Die Mönche benutzten mit Duldung der Eigentümer zum Bau ihrer Klosterkirche sowohl Material aus dem Kastell wie auch nach 1156 aus der verlassenen Burg Arnsburg, die dadurch stark in Mitleidenschaft gezogen wurde. Bereits 1174 endeten jedoch die begonnenen Baumaßnahmen am Kloster der Benediktiner, und es wurde aufgelöst. Zu vermuten ist, dass die finanzielle Unterstützung der Familie Hagen-Arnsburg in dieser Zeit ausblieb, da sie selber in Geldschwierigkeiten gerieten und die Bauarbeiten an ihrer Burg Münzenberg einstellen mussten. Gleichzeitig übergaben sie ihre Stammburg samt allen Ländereien dem Kloster Eberbach zur Neugründung eines Zisterzienserklosters in der nahen Flussniederung. Die Reste von Burg Arnsburg wurden erneut als Steinbruch benutzt und danach vom Flugsand fast völlig überdeckt.

### Die Heiligkreuzkapelle

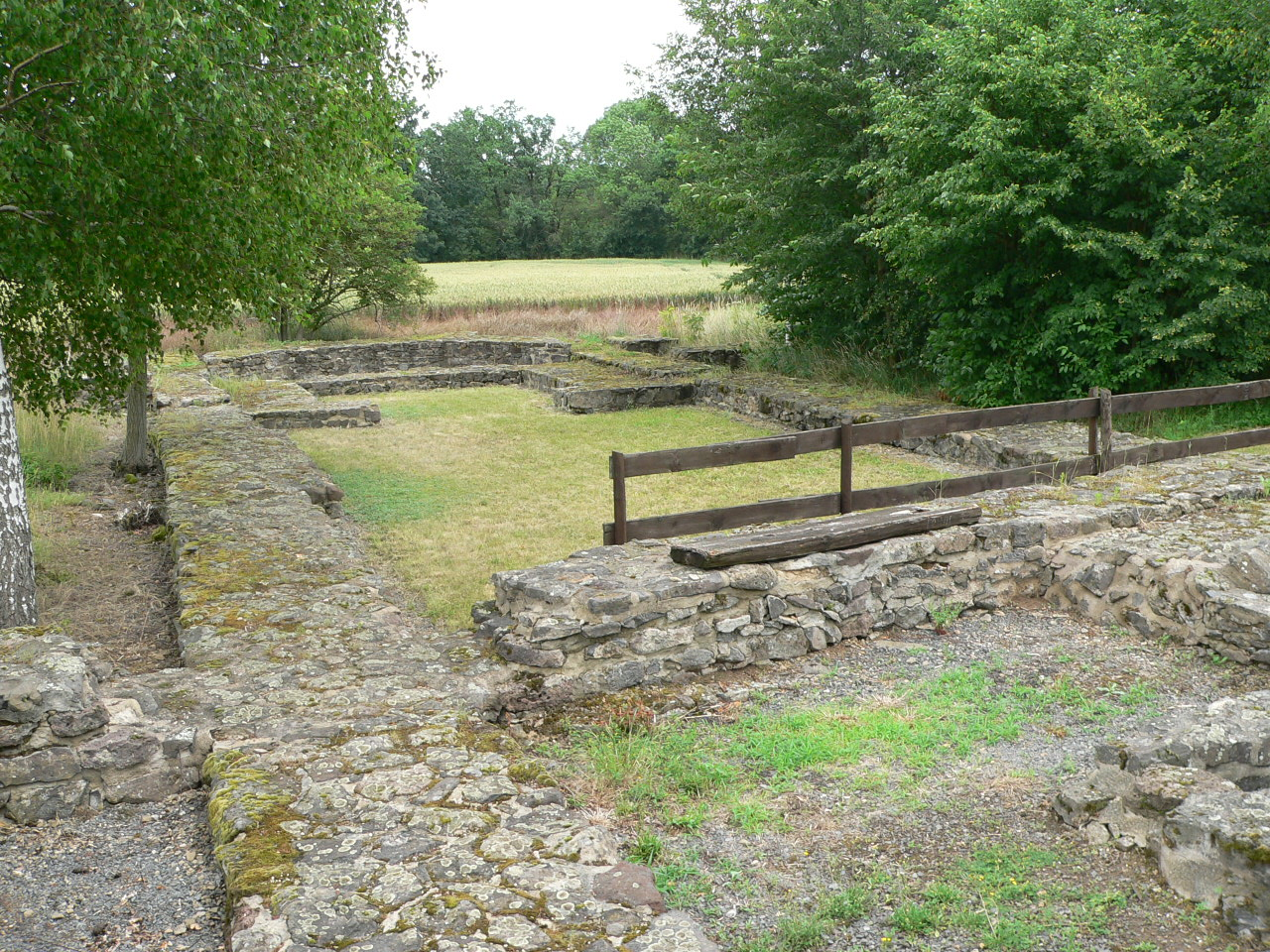
Mauerreste der Heiligkreuzkapelle

Mehr als 200 Jahre später dienten die Reste von Burg Arnsburg letztmals als Baumateriallieferant für eine Heiligkreuzkapelle, die 1399 geweiht wurde. Das für regelmäßige Wallfahrten genutzte Kirchlein wurde 1623 im Verlauf des Dreißigjährigen Kriegs zerstört.

### Erforschung
Auf der Suche nach teilweise bekannten Vorgängerlagern des römischen Kastells Arnsburg wurde die Burg Anfang der 1980er Jahre durch Luftbildarchäologie vom damaligen Leiter des Saalburgmuseums Dietwulf Baatz entdeckt. Bald darauf folgten Grabungen durch das Landesamt für Denkmalpflege Hessen unter dem damaligen Landesarchäologen Fritz-Rudolf Herrmann, die über die bereits bekannte Heiligkreuzkapelle hinaus ein unter der Erde liegendes ausgedehntes Mauersystem zeigten. Auf Initiative von Dr. Hans Rempel, dem damaligen Vorsitzenden des Freundeskreises Kloster Arnsburg, begannen 1984 archäologische Grabungen, die außer den Fundamenten der Heiligkreuzkapelle auch die der Burg Arnsburg freilegten. 1985 wurden sie gesichert und bis über Erdhöhe aufgemauert. Seither ist die Anlage für Besucher sichtbar.

## Anlage

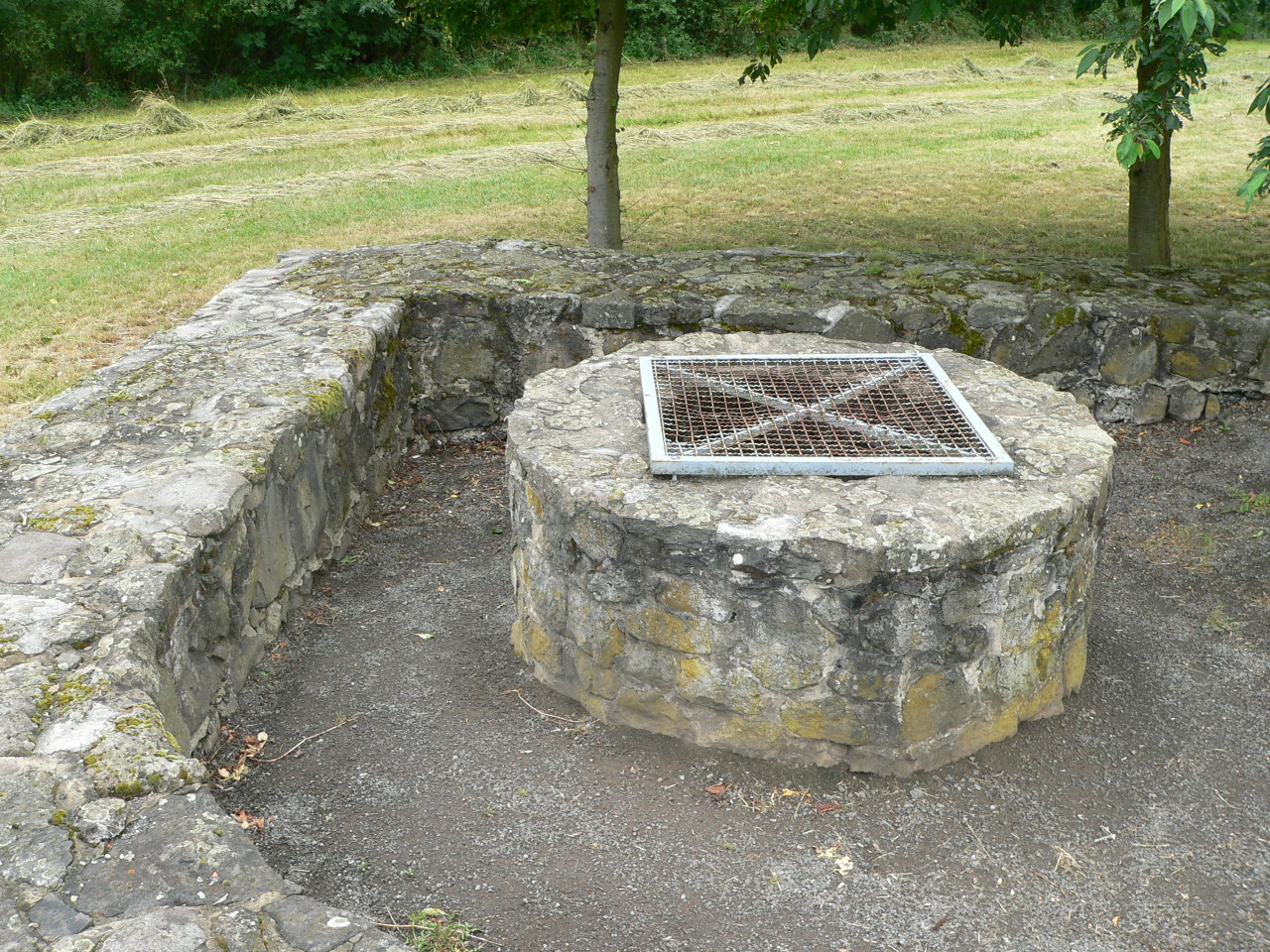
Brunnen

Oberhalb des Steilhangs zur Wetter entstand zunächst in der Zeit um 1000 im ersten Bauabschnitt eine Turmburg. Sie bestand aus einem quadratischen Turm, von einer Mauer in Form eines engen Hofes umgeben. Einbezogen in die Südecke des Hofs war ein in Trockenmauerwerk angelegter, 17 Meter tiefer und bis zum Grundwasser der Wetter reichender Brunnen. Östlich dieser Anlage gab es eine kleine Kapelle.
Im zweiten Bauabschnitt erhielt die Burg eine weitere Mauer mit vorgelegtem Halsgraben, der sich im Osten in einem Bogen um die Kapelle herumzog.
Im dritten Bauabschnitt ist ein Pfeilerbau unmittelbar östlich der Turmburg und eine Verlängerung der Burgmauer nach Nordosten nachweisbar, in der sich knapp 40 Meter nordöstlich des Turmes ein befestigter Torbau befindet. In derselben Zeit wurde der Graben vor der Kapelle aufgefüllt.

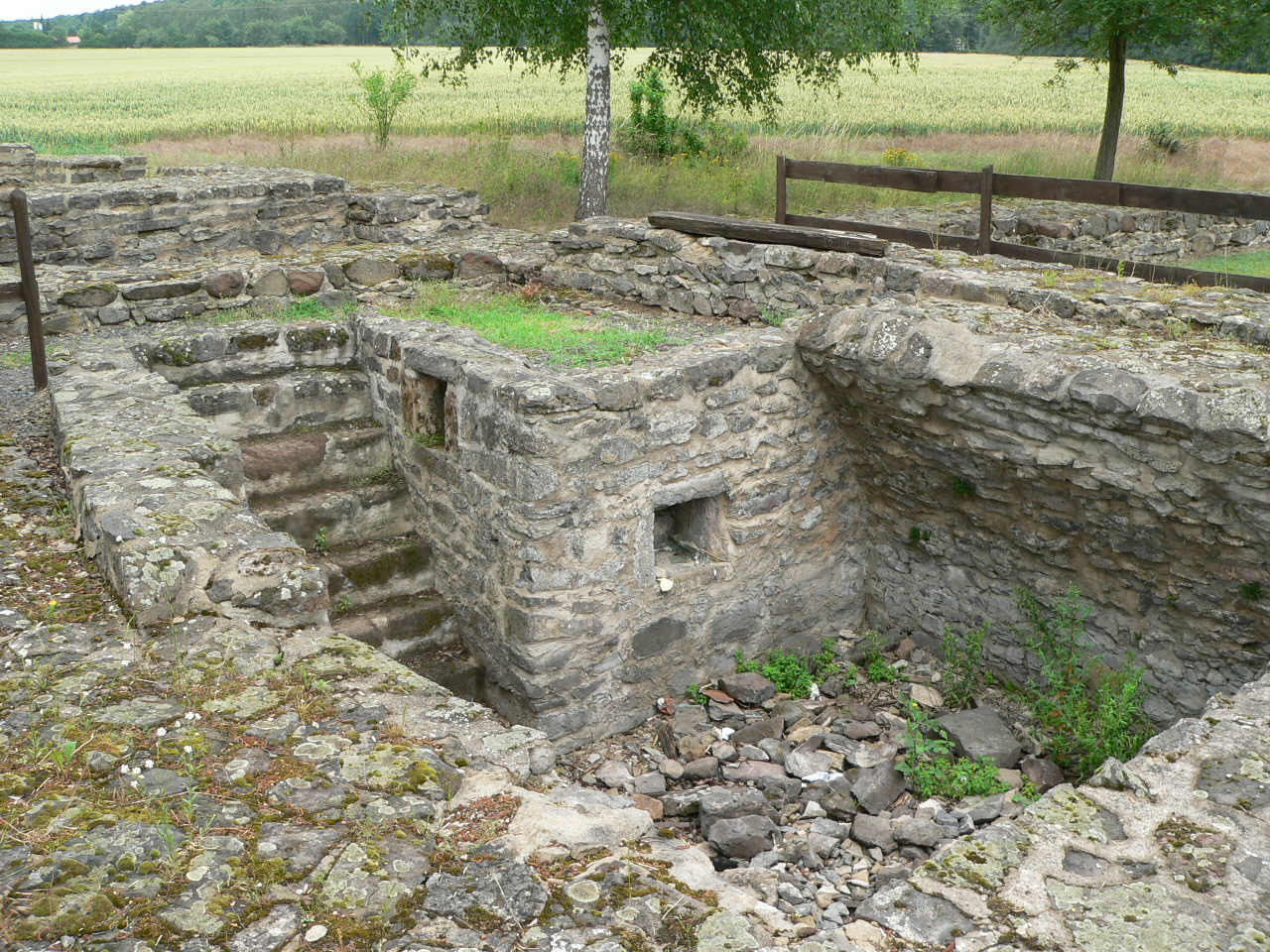
Rekonstruierter Kellerabgang

In der vierten Bauetappe wurde die Burg von einer neuen Umfassungsmauer geschützt, die im Kernbereich unmittelbar vor der älteren Mauer stand und im Nordosten bis zum Steilabfall zur Wetter reichte. Dadurch wurde der gesamte Geländesporn in den Burgbereich einbezogen. Im nordöstlichen Teil des Areals entstand zeitgleich ein runder Bergfried. Dies war die letzte Ausbaustufe vor 1151, da die Arnsburger dann ihre Burg aufgaben und ihre neue Burg Münzenberg bezogen.
Einige Jahre später gab es jedoch noch weitere nachweisbare Bautätigkeiten. Jüngere Mauerzüge, die die Umfassungsmauer der Burg überschneiden, zeugen davon. Es ist zu vermuten, dass die Reste der Burg den Mönchen zwischen der Gründung des nahegelegenen Zisterzienserklosters im Jahre 1174 und der Weihe der neuen Anlage 1197 als Bauhütte und Steinbruch dienten.